# Vena cava superior
La vena cava superior és una vena de gran diàmetre, curta, que porta la sang desoxigenada de la meitat superior del cos a l'aurícula dreta del cor. És a la part anterosuperior i dreta del mediastí.
Està formada per les venes braquiocefáliques esquerra i dreta, (també conegudes com a venes innominades), que reben la sang de les extremitats superiors, cap i coll, darrere de la vora inferior del primer cartílag costal dret. La vena àziga se li uneix just abans d'entrar a l'aurícula dreta, a la part frontal superior dreta del cor. També es coneix com la vena cava cranial en els animals.